# أماليا فون كونيغسمارك
أماليا (بالسويدية: Amalia Wilhelmina Königsmarck)‏ «إميلي» فيلهيلمينا كونيغسمارك (20 أغسطس 1663 – 30 يناير 1740) كانت نبيلة سويدية، معروفة كفنانة هاوية (رسامة) ، وممثلة هواية ، وشاعرة .

## حياتها
وُلدت في شتاد ، ابنة لكل من الكونت كورت كريستوف فون كونيغسمارك ‏ (1634-1673) والكونتيسة ماريا كريستينا فون رانجيل. و كانت شقيقة لكل من فيليب كريستوف كونيغسمارك ، أورورا كونيغسمارك وكارل يوهان كونيغسمارك ، وابنة أخت أوتو فيلهلم كونيجمارك ‏ . تزوجت من كارل غوستاف لوينهاوب (1662-1703) بحضور العائلة المالكة في 5 يناير 1689 ، وأصبحت والدة تشارلز إميل لوينهاوبت ‏ .

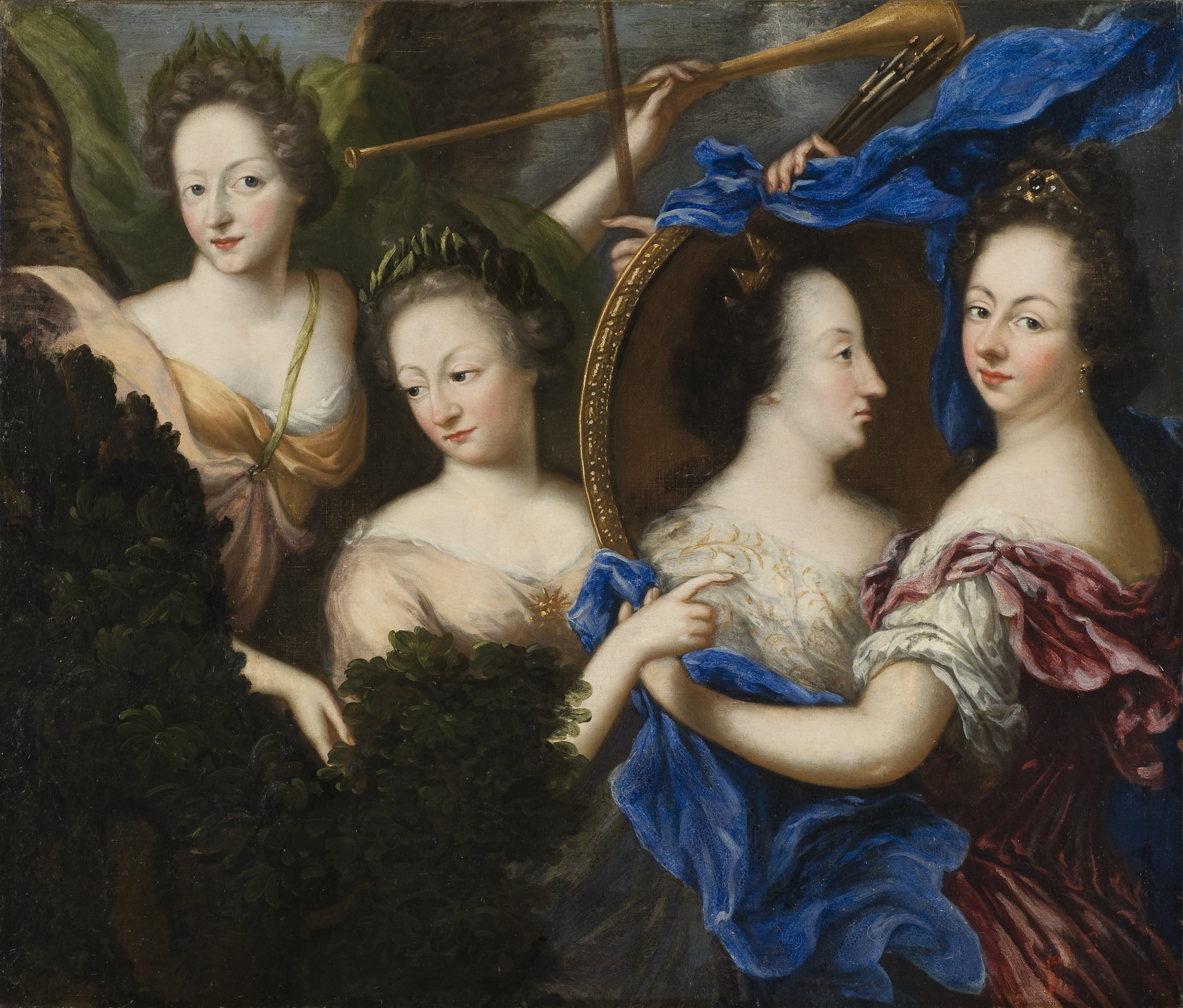
صورة شخصية لها تحمل صورة شخصية لأولريكا إليونورا

تنتمي أماليا كونيغسمارك إلى ملاك البلاط الملكي ضمن طلاب إهرنسترايل ‏. تشتمل لوحاتها المعروفة على صورة ذاتية من عام 1688، وصورة لشقيقتها أورورا، وصورة للنبيلة كاترينا إبا هورن من عام 1698 وصورة لصوفيا دوروثيا من هانوفر. شاركت في مسرح الهواة في البلاط الملكي بتشجيع من الملكة، أولريكا إليونورا من الدنمارك. في شتاء 1683-1884 ، قامت مجموعة من نساء البلاط بأداء تراجيدي لجان راسين في البلاط. في المسرحية، أدت أماليا دور أخيل.  أعتبر ذلك حدثًا مهمًا، كأول مسرحية تؤديها فرقة نسائية بالكامل في السويد، وكمقدمة للكلاسيكية الفرنسية في السويد. كما كتبت أماليا الشعر،.حيث نشرت شعرها في القرن التاسع عشر.
في 1695، أقنعت زوجتها بالتجنيد في خدمة أوغسطس الثاني القوي ، الذي كان في ذلك الوقت عاشق شقيقتها أورورا. ولهذا السبب، حُكم غيابياعلى زوجها بمصادرة ممتلكاته والموت من قبل تشارلز الثاني عشر من السويد عام 1703 أثناء الحرب الشمالية العظمى . في نفس العام، توفي زوجها في المنفى في هامبورغ بألمانيا. عادت أماليا كونيغسمارك إلى السويد في عام 1722. ومع عودتها إلى السويد، أحضرت معها عراف الحظ هوفيرن . توفيت في أويفيسكلوستر، عن 76 عامًا.